# ماميثا فارسية
المامِيثَا الفارسية نوع نباتي يتبع جنس الماميثا من الفصيلة الخشخاشية. كغيره من أنواع هذا الجنس، هذا النبات سام.

## البيئة والانتشار
موطنه المناطق الجبلية في إيران.